# Brimont
Brimont és un municipi francès, situat al departament del Marne i a la regió del Gran Est. L'any 2007 tenia 452 habitants.

## Demografia

### Població
El 2007 la població de fet de Brimont era de 452 persones. Hi havia 168 famílies, de les quals 32 eren unipersonals (12 homes vivint sols i 20 dones vivint soles), 56 parelles sense fills, 68 parelles amb fills i 12 famílies monoparentals amb fills.
La població ha evolucionat segons el següent gràfic:
Habitants censats

### Habitatges
El 2007 hi havia 187 habitatges, 172 eren l'habitatge principal de la família, 5 eren segones residències i 10 estaven desocupats. 184 eren cases i 3 eren apartaments. Dels 172 habitatges principals, 135 estaven ocupats pels seus propietaris, 30 estaven llogats i ocupats pels llogaters i 7 estaven cedits a títol gratuït; 2 tenien dues cambres, 15 en tenien tres, 44 en tenien quatre i 111 en tenien cinc o més. 147 habitatges disposaven pel capbaix d'una plaça de pàrquing. A 62 habitatges hi havia un automòbil i a 100 n'hi havia dos o més.

### Piràmide de població
La piràmide de població per edats i sexe el 2009 era:
| Homes | Edats   | Dones |
| ----- | ------- | ----- |
| 0     | 95 o +  | 0     |
| 0     | 90 a 94 | 0     |
| 4     | 85 a 89 | 0     |
| 4     | 80 a 84 | 0     |
| 4     | 75 a 79 | 8     |
| 12    | 70 a 74 | 16    |
| 4     | 65 a 69 | 8     |
| 4     | 60 a 64 | 4     |
| 8     | 55 a 59 | 0     |
| 24    | 50 a 54 | 24    |
| 36    | 45 a 49 | 32    |
| 16    | 40 a 44 | 12    |
| 8     | 35 a 39 | 16    |
| 24    | 30 a 34 | 16    |
| 4     | 25 a 29 | 12    |
| 8     | 20 a 24 | 8     |
| 12    | 15 a 19 | 28    |
| 24    | 10 a 14 | 16    |
| 16    | 5 a 9   | 12    |
| 8     | 0 a 4   | 16    |

## Economia
El 2007 la població en edat de treballar era de 319 persones, 244 eren actives i 75 eren inactives. De les 244 persones actives 226 estaven ocupades (124 homes i 102 dones) i 18 estaven aturades (9 homes i 9 dones). De les 75 persones inactives 21 estaven jubilades, 30 estaven estudiant i 24 estaven classificades com a «altres inactius».

### Ingressos
El 2009 a Brimont hi havia 174 unitats fiscals que integraven 470,5 persones, la mediana anual d'ingressos fiscals per persona era de 22.246 €.

### Activitats econòmiques
Dels 12 establiments que hi havia el 2007, 2 eren d'empreses de construcció, 3 d'empreses de comerç i reparació d'automòbils, 1 d'una empresa de transport, 1 d'una empresa immobiliària, 4 d'empreses de serveis i 1 d'una entitat de l'administració pública.
Dels 4 establiments de servei als particulars que hi havia el 2009, 1 era un taller de reparació d'automòbils i de material agrícola, 2 lampisteries i 1 agència immobiliària.
L'any 2000 a Brimont hi havia 23 explotacions agrícoles que ocupaven un total de 944 hectàrees.

## Equipaments sanitaris i escolars
El 2009 hi havia una escola elemental integrada dins d'un grup escolar amb les comunes properes formant una escola dispersa.

## Poblacions més properes
El següent diagrama mostra les poblacions més properes.